# Seria 142.000
142.100 este o serie de locomotive de viteză românești folosite pentru tractarea trenurilor rapide de călători precum și a trenurilor de marfă.